# Estrecho de Clarence
El estrecho de Clarence es un estrecho marino que separa la isla iraní de Qeshm de la parte continental de Irán.  Es la contraparte, mucho más pequeña, del estrecho de Ormuz.  El nombre nativo del estrecho es Khuran.
En el estrecho de Clarence está una de las zonas más extensas de manglares en el golfo Pérsico, que es conocida localmente como el bosque Hara.
El 23 de junio de 1975, 100.000 hectáreas del estrecho han sido declaradas como Sitio Ramsar (Khuran Strait, n.º ref. 50).  
- Datos: Q3445342
- Multimedia: Clarence Strait (Iran) / Q3445342